# Dilobopterus lucentis
Dilobopterus lucentis är en insektsart som beskrevs av Young 1977. Dilobopterus lucentis ingår i släktet Dilobopterus och familjen dvärgstritar. Inga underarter finns listade i Catalogue of Life.